# Nikolče Noveski
Nikolče Noveski (en macedonio: Николче Новески) (Bitola, República Federal Socialista de Yugoslavia, hoy Macedonia del Norte, 28 de abril de 1979) es un exfutbolista macedonio que jugaba de defensa central. Su último club fue el Mainz 05 de la Bundesliga de Alemania. Además, formó parte de la selección de fútbol de Macedonia del Norte.

## Trayectoria
Noveski inició su carrera en el año 1997 en el FK Pelister de su natal Macedonia del Norte y al año siguiente partió al fútbol alemán para integrarse a las filas del Hansa Rostock, equipo actualmente descendido. Tuvo poca participación en este conjunto, de hecho, sólo disputó un partido de liga en las tres temporadas que permaneció en el conjunto alemán, aunque alternó en varios partidos del equipo "B" en la temporada 2000-01.
En agosto de 2001, fichó por el Erzgebirge Aue, club en el cual tuvo mayor continuidad pues disputó un total de 93 partidos de liga con diez goles a su favor en las tres temporadas que jugó por el club de Aue.
En 2004 llegó libre al Mainz 05 de la Bundesliga y rápidamente se hizo un lugar en el equipo titular, jugando 27 encuentros y convirtiendo dos tantos en su primera temporada. En la campaña 2005-06 incluso disputó seis partidos de la Copa de la UEFA pero no pudo evitar el descenso del conjunto de Maguncia en la temporada 2006-07, aunque lograron ascender a fines de la campaña 2008-09. Ya consolidado en el centro de la defensa del Mainz y designado como capitán luego del ascenso, conformó la base del plantel que cumplió una exitosa campaña en la temporada 2010-11. Sin embargo, a lo largo de su carrera en la primera división alemana, anotó seis tantos en propio puerta, lo cual lo convierte en el jugador con más autogoles en la historia de la Bundesliga.

## Selección nacional
Fue internacional con la selección de fútbol de Macedonia del Norte en 64 ocasiones y ha marcado 5 goles. Desde la campaña de clasificación para la Copa Mundial de Fútbol de 2006, fue convocado con frecuencia. El 11 de octubre de 2006 anotó por primera vez ante Andorra en la clasificación para la Eurocopa 2008.

## Clubes
| Club           | País                | Año       |
| -------------- | ------------------- | --------- |
| FK Pelister    | Macedonia del Norte | 1997-1998 |
| Hansa Rostock  | Alemania            | 1998-2001 |
| Erzgebirge Aue | Alemania            | 2001-2004 |
| Mainz 05       | Alemania            | 2004-2015 |